# Les Contes de Canterbury
Pour les articles homonymes, voir Les Contes de Canterbury (homonymie).
Les Contes de Canterbury (The Canterbury Tales en anglais) est une série de vingt-quatre histoires écrites par Geoffrey Chaucer entre 1387 et 1400, et publiés au XIVe siècle. Le texte est écrit en moyen anglais, en vers pour la majeure partie. Les contes sont intégrés dans un récit-cadre : ils sont racontés par un groupe de pèlerins faisant route de Southwark à Canterbury pour visiter le sanctuaire de Thomas Becket dans la cathédrale de Canterbury.
Les Contes de Canterbury sont, avec Beowulf (d'un anonyme), Sire Gauvain et le Chevalier vert (d'un anonyme) et Pierre le laboureur (de William Langland), les toutes premières grandes œuvres de la littérature anglaise.

## Résumé
Au mois d'avril, une trentaine de pèlerins d’origines diverses, représentant un échantillon de la société anglaise du XIVe siècle, se retrouve au Tabard Inn, une auberge de Southwark, au sud de Londres. C'est le point de départ de leur pèlerinage à Canterbury, où ils veulent se recueillir sur la tombe de l'archevêque Thomas Becket. Les pèlerins sont au nombre de vingt-neuf : un chevalier, son fils écuyer et son yeoman, une prieure, accompagnée d'une deuxième nonne et de leur aumônier, un moine, un frère mendiant, un marchand, un universitaire, un juriste, un franklin, un mercier, un charpentier, un tailleur, un teinturier, un tisserand, un cuisinier, un marin, un médecin, une bourgeoise de Bath, un curé, son frère laboureur, un meunier, un économe, un régisseur, un huissier, un vendeur d'indulgences, l'aubergiste du Tabard, et enfin Chaucer lui-même. Afin d'agrémenter leur voyage, l'aubergiste propose un concours : chacun des pèlerins devra raconter quatre histoires aux autres, deux à l'aller et deux au retour. La meilleure histoire vaudra à celui ou celle qui l'a racontée un repas gratuit au Tabard.
Le reste des Contes de Canterbury se compose des histoires des pèlerins, entrecoupées de brefs échanges entre eux. Chaucer ne décrit pas les conditions de leur voyage, ni les endroits qu'ils traversent.

## Sources et genre

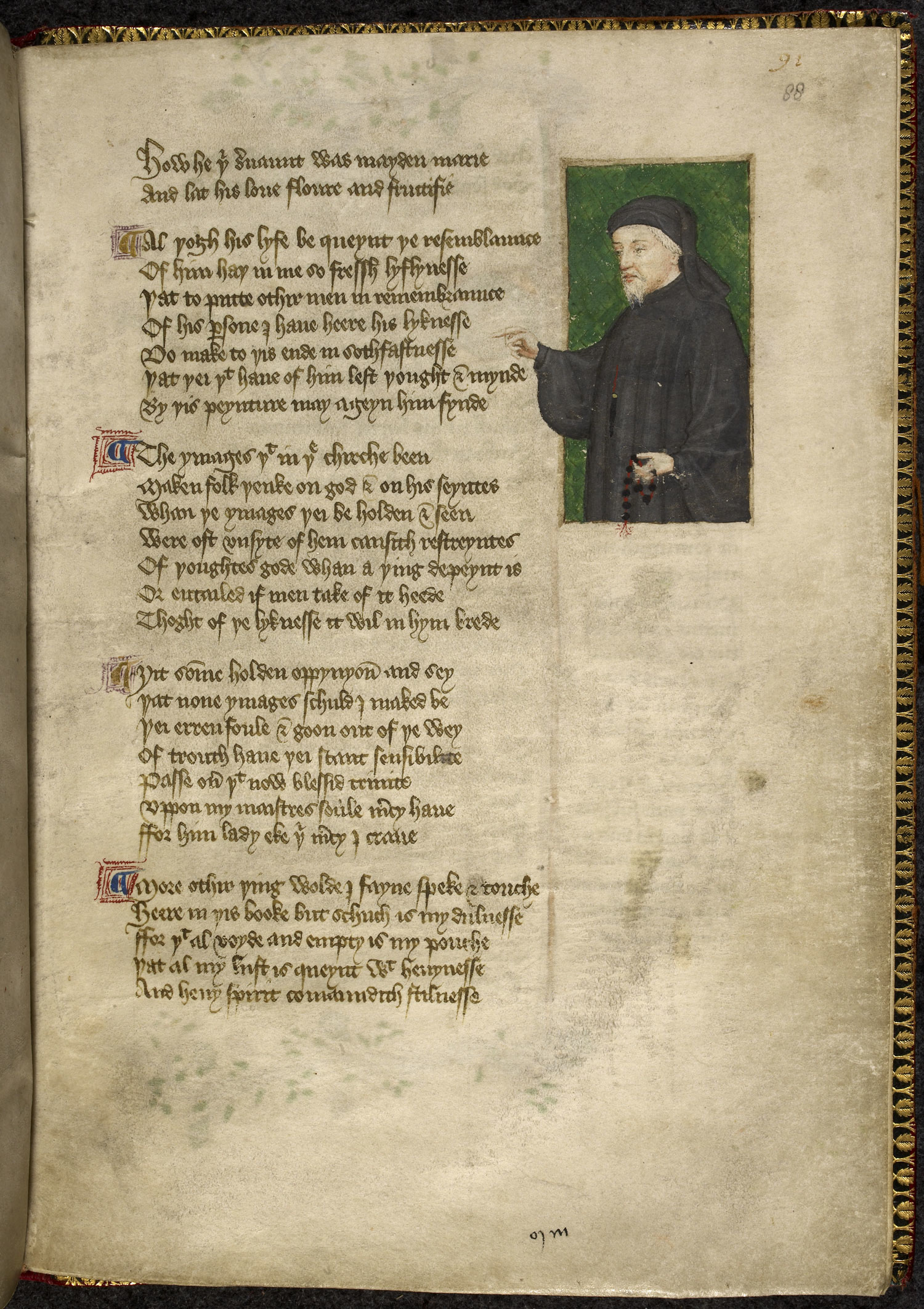
Portrait de Chaucer par Thomas Occleve (1369 - 1426), dans le Regiment of Princes (1412). Occleve l'a connu personnellement, on peut donc supposer que le portrait est assez fidèle.

On a dit que Chaucer s’était parfois contenté de traduire ou adapter Guillaume de Lorris, Jean de Meung ou le Décaméron de son contemporain Boccace dans le cas présent. C’est aller un peu vite car, si les thèmes sont souvent très proches, c’est qu’ils étaient « dans l’air du temps » et c’est faire fi du talent particulier de Chaucer à s’approprier la trame d’un récit pour en faire sa chose, une re-création, avec son style propre et sa vision personnelle de la société de son temps.
« Ce qui importe n’est pas la nouveauté de l’intrigue mais le ton, la mise en perspective » dira André Crépin dans l’introduction à sa nouvelle traduction.
Chaucer enrichit l'idée de la suite de contes, courante à cette époque, en la plaçant dans le cadre du pèlerinage. Cela lui permet, par la diversité des conteurs successifs, et donc des thèmes traités, de s'adresser à des auditoires différents. Comme on le verra plus loin, il conseille au lecteur, si tel conte ne lui plaît pas, de tourner la page et d'en choisir un autre. C'est l'Aubergiste qui fera la liaison, donnant la parole à l'un puis à l'autre, calmant les esprits, mettant fin aux querelles. L'auteur garde son sens spirituel au pèlerinage tout en montrant ses personnages, les pèlerins, dans leur dimension humaine et bien terrestre, chacun différent, parfois antagonistes, mais tous unis dans un même but, le sanctuaire de Thomas Becket. Par la progression du récit, l'enchaînement des différents contes, on peut dire qu'il y a une analogie entre le déroulement du pèlerinage raconté et la vision chrétienne de la marche de l'humanité vers la Jérusalem céleste.
Il y a une grande variété de genres représentés dans les Contes : roman de chevalerie, conte de fées, lai breton, fabliau, fable animalière, conte mythologique, nouvelle, vie de saint, allégorie...
L'écrivain alsacien Jörg Wickram reprendra une structure très proche pour sa propre histoire de diligence : le Rollwagenbüchlin.

## Manuscrits et ordre des contes

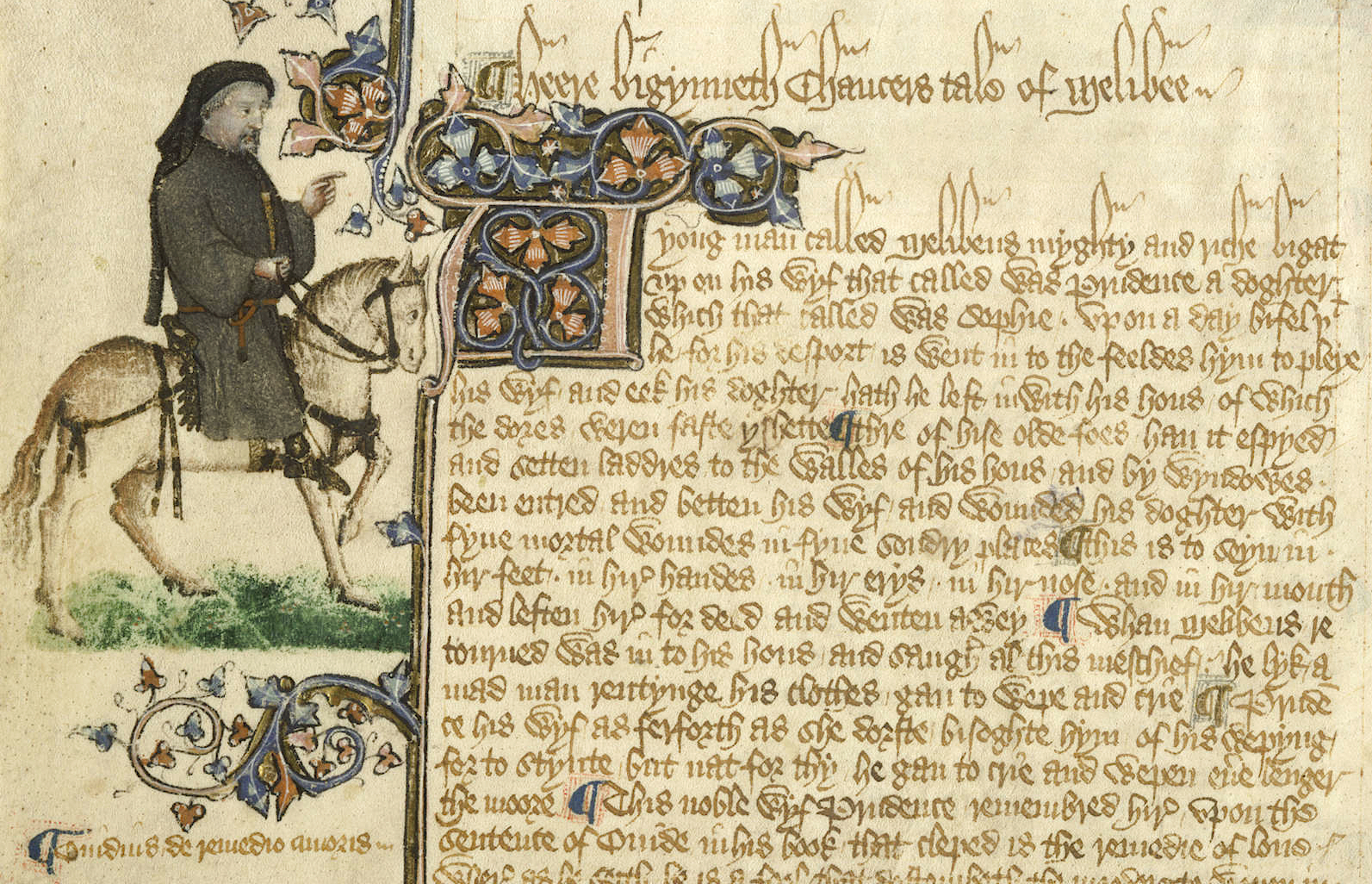
Portrait de Chaucer en pèlerin dans le manuscrit Ellesmere.

Il subsiste cinquante-cinq manuscrits de l'intégralité des Contes (certains en partie abîmés), et vingt-huit autres qui n'en contiennent qu'une partie. Les deux plus importants sont le manuscrit Hengwrt et le manuscrit Ellesmere. Le premier, conservé à la Bibliothèque nationale du pays de Galles (MS Peniarth 392 D), est le plus ancien manuscrit des Contes connu, ayant été produit aux alentours de la mort de Chaucer, en 1400. Il est cependant en assez mauvais état. Le manuscrit Ellesmere, conservé à la bibliothèque Huntington de San Marino (Californie) (Ellesmere 26.C.9), est plus tardif. Probablement réalisé par l'auteur du Hengwrt quelques années plus tard, il est richement illustré.
Il n'y a pas deux manuscrits identiques des Contes. Beaucoup de différences portent sur des points de détail, mais d'autres sont plus importantes, au premier chef desquelles l'ordre des récits des pèlerins. On ignore les intentions exactes de Chaucer à ce sujet, même si certains contes présentent des liens clairs et tangibles avec leur prédécesseur ou leur successeur. Ces liens ont permis d'établir des « Fragments », autrement dit des groupes de contes qui vont ensemble. Certaines successions de Fragments sont assez solidement établies (I et II, VI et VII, IX et X), alors que d'autres sont beaucoup plus incertaines. L'ordre des Fragments le plus couramment suivi par les éditions contemporaines est celui de Thomas Tyrwhitt, le premier éditeur moderne des Contes (1775-1778), qui suit le manuscrit Ellesmere. Au XIXe siècle, Henry Bradshaw propose un ordre alternatif qui est repris par Walter William Skeat et la plupart des éditions du XXe siècle :

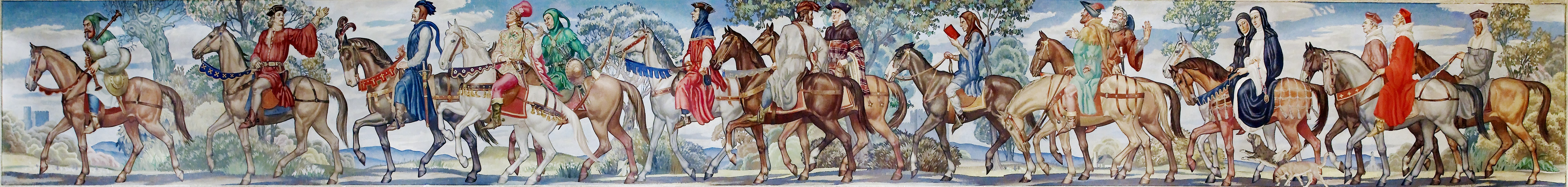
Les pèlerins vus par Ezra Winter (1886–1949) avec Chaucer en huitième position, de dos, parlant au Juriste. Peinture murale figurant dans une des salles de lecture de la Library of Congress à Washington

| Ordre proposé par Thomas Tyrwhitt | Ordre proposé par Henry Bradshaw (Chaucer Society) | Contes                                                            |
| --------------------------------- | -------------------------------------------------- | ----------------------------------------------------------------- |
| I                                 | A                                                  | Prologue, Chevalier, Meunier, Régisseur, Cuisinier                |
| II                                | B1                                                 | Juriste                                                           |
| III                               | D                                                  | Bourgeoise de Bath, Frère mendiant, Huissier d'église             |
| IV                                | E                                                  | Universitaire, Marchand                                           |
| V                                 | F                                                  | Écuyer, Franklin                                                  |
| VI                                | C                                                  | Médecin, Vendeur d'indulgences                                    |
| VII                               | B2                                                 | Marin, Prieure, Sire Topaze, Mellibée, Moine, Aumônier des nonnes |
| VIII                              | G                                                  | Deuxième nonne, Assistant du chanoine                             |
| IX                                | H                                                  | Économe                                                           |
| X                                 | I                                                  | Curé                                                              |

## Adaptations et influence

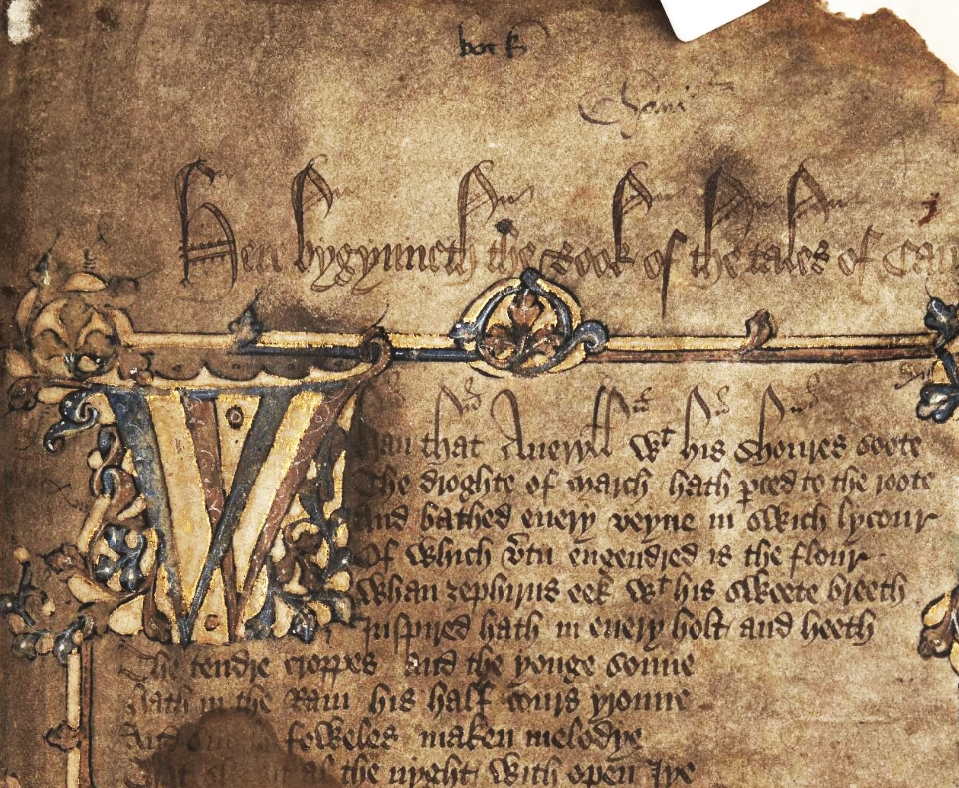
Les premières lignes du prologue dans le manuscrit Hengwrt.

### Littérature
- Mary Eliza Haweis a écrit et illustré une version pour les enfants, publiée en 1877 et rééditée en 1882(en) Maria Eliza Haweis, Chaucer for children, Londres, Chatto & Windus, 1882, 112 p. (lire en ligne).
- Jean Ray en a imaginé une suite dans Les Derniers Contes de Canterbury.
- J. K. Rowling, l'auteur de la saga d'Harry Potter, a dit s'être inspirée des Contes de Canterbury pour écrire le dernier tome de la saga.
- Richard Dawkins s'est inspiré des Contes de Canterbury dans la forme de Il était une fois nos ancêtres, où il utilise également les recherches comparatives sur les manuscrits différents des contes pour illustrer les techniques de recherche sur l'évolution.
- Dan Simmons s'est inspiré de la structure narrative des Contes de Canterbury pour Hypérion.

### Filmographie

#### Cinéma
- 1944 : A Canterbury Tale de Michael Powell et Emeric Pressburger
- 1972 : 
  - Les Contes de Canterbury de Pier Paolo Pasolini
  - Canterbury proibito d'Italo Alfaro
  - Les Autres Contes de Canterbury (Gli altri racconti di Canterbury) de Mino Guerrini
  - Canterbury interdit (Le mille e una notte all'italiana) de Carlo Infascelli
- 1973 : 
  - Les Contes de Viterbury (I racconti di Viterbury - Le più allegre storie del '300) de Mario Caiano
  - Les Nouveaux Contes de Canterbury (Canterbury n° 2 - Nuove storie d'amore del '300) de Joe D'Amato

#### Télévision
- 1998 : 
  - The Canterbury Tales série animé de Jonathan Myerson
  - Les Contes de Canterbury sont cités dans un épisode de Docteur Quinn, femme médecin (La Déclaration, Épisode 14, Saison 6)
- 2003 : La BBC produit une mini-série qui transpose certains contes dans un contexte contemporain : The Canterbury Tales